# 이회성 (소설가)
이회성(李恢成, 1935년 2월 26일~2025년 1월 5일)은 대한민국의 소설가로, 당시 일본이 지배하던 남사할린섬에서 태어났다.
1945년 전쟁후에 가족들과 함께 사할린섬에서 탈출했다. 조선으로의 귀환을 원했지만 성공하지 못했다. 1972년에 아쿠타가와 상을 받았고, 1995년에 대한민국 국적을 취득했다.

## 같이 보기
- 재일 한국인 문학